# Dom Aquino
Dom Aquino là một đô thị thuộc bang Mato Grosso, Brasil. Đô thị này có diện tích 2205,079 km², dân số năm 2007 là 8264 người, mật độ 3,75 người/km².